# Grottes de Nahal Me’arot
Les grottes de Nahal Me’arot ou Wadi el-Mughara, en hébreu נחל מערות, sont un site archéologique d'Israël situé sur le versant occidental du mont Carmel, face à la mer Méditerranée, au sud d'Haïfa. Il se compose de quatre grottes, Tabun, Jamal, Skhul et el-Wad, occupées ou utilisées pendant 500 000 ans par l'homme de Néandertal et Homo sapiens comme site d'inhumation. Elles comportent aussi parmi les premières constructions en pierre ainsi que des témoignages du passage du mode de vie nomade de chasseur-cueilleur à la sédentarité. Le site est classé sur la liste du patrimoine mondial de l'Unesco en 2012 au sein d'un site de 54 hectares de superficie.

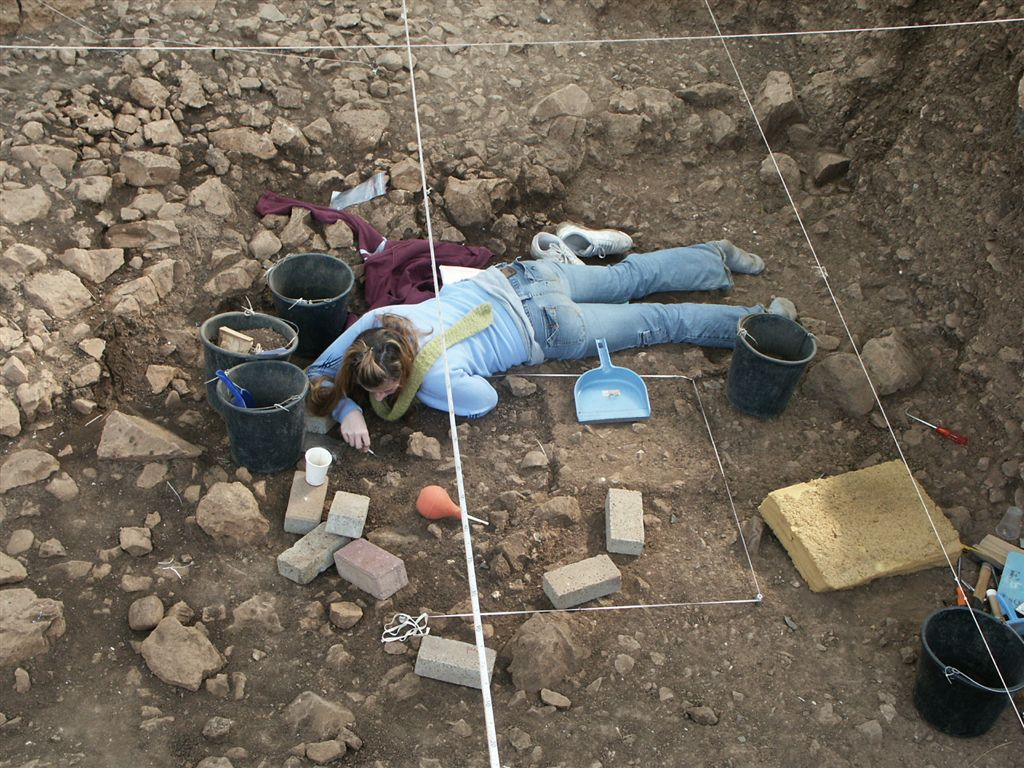
Fouille de la terrasse du Natoufien de la grotte el-Wad en 2007.

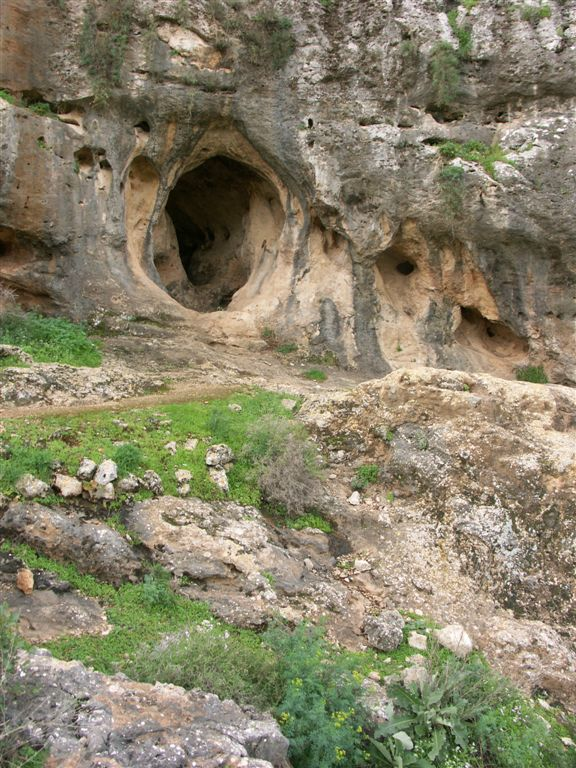
Vue de la grotte Skhul.

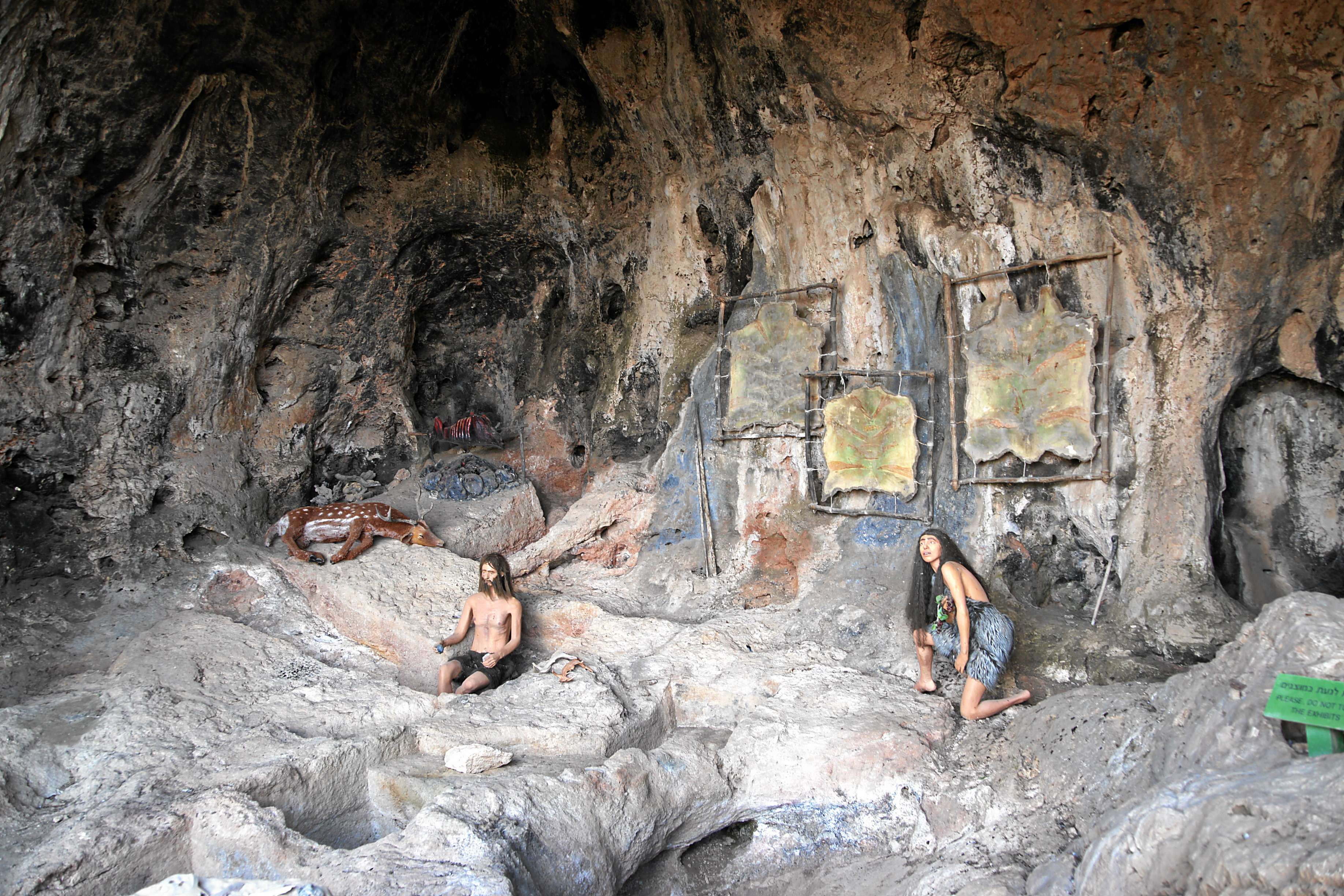
Reconstitution.